# آفرو ساموراي
آفرو ساموراي (باليابانية: アフロサムライ، بالروماجي: Afro Samurai) هي سلسلة مانغا يابانية دوجينشي، من تأليف ورسم تاكاشي أوكازاكي، نشرت في مجلة Nou Nou Hau في نوفمبر عام 1998 حتى سبتمبر عام 2002. اقتبست المانغا إلى مسلسل أنمي تلفزيوني من قبل استوديو جونزو، عرض الأنمي في 4 يناير عام 2007 واستمر عرضه حتى 1 فبراير عام 2007، وتكون من 5 حلقات.

## القصة
تدور أحداث القصة عن شخص يدعى آفرو، الذي شهد عندما كان طفلًا صغيرًا مقتل والده (المقاتل رقم 1 في العالم) بعدما خاض قتالًا مع شخص يدعى العدالة (المقاتل رقم 2 في العالم)، فيقرر آفرو الأنتقام من قاتل والده.

## الشخصيات
آفرو ساموراي
مؤدي الصوت: صامويل جاكسون
كريستال مقاييس (أيام الطفولة)
جاستس
مؤدي الصوت: رون بيرلمان
أوكيكو/أوتسورو
مؤدية الصوت: كيلي هو

## وصلات خارجية
- الموقع الرسمي
- Official Afro Samurai: Resurrection website باللغة اليابانية
- Official Gomanga page
- آفرو ساموراي على موقع ANN manga (الإنجليزية)